# Symfonie nr. 6 (Bruckner)
Symfonie nr. 6 is een compositie van de Oostenrijkse componist Anton Bruckner.

## Ontstaan
Zijn zesde symfonie was het eerste werk dat Bruckner na voltooiing (3 september 1881) nooit meer ter hand nam. De bronnen zijn dus eenduidig en er bestaan geen problemen ten aanzien van verschillen in versie door ingrijpen van Bruckner zelf, maar wel door de uitvoerenden aan het eind van de 19e eeuw.
Er is onmiskenbaar verwantschap met het kort daarvoor gecomponeerde strijkkwintet in F (1879). Beide werken hebben een lyrisch langzaam deel, waarin de sfeer sereen en gedragen is. Verder bevatten beide werken veel syncopische passages.
De symfonie was opgedragen aan zijn hospes Anton von Oelzelt-Newein en diens vrouw. Het epitheton de filosofische voor deze symfonie stamt niet van Bruckner. Wel deed Bruckner de uitspraak: "die Sechste ist die Keckste" (vertaald: vrolijkste, brutaalste).

## Delen
1. Maestoso (in A)
2. Adagio: sehr feierlich (in F)
3. Scherzo: nicht schnell-Trio: langsam (in a)
4. Finale: bewegt, doch nicht zu schnell (in a beginnend; later A)

## Betekenis
Na een lange periode van revisies van zijn eerdere symfonieën (1876-1881) was de zesde symfonie de eerste in een volgende creatieve periode die tot 1887 zou duren en de zesde t/m de achtste symfonie zou opleveren. De zesde symfonie kenmerkt zich door de ritmiek en vele syncopische passages. Het langzame deel behoort tot het meest lyrische dat Bruckner schreef. Tijdens Bruckners leven zijn alleen de twee middendelen uitgevoerd, op 11 februari 1883 onder Wilhelm Jahn. De hoekdelen heeft Bruckner uitsluitend tijdens een doorspeelrepetitie gehoord. Bij de première van de volledige symfonie heeft Gustav Mahler de instrumentatie geretoucheerd en flinke verkortingen aangebracht. In 1901 hield Karl Pohlig in Stuttgart zich al wel aan de originele vier delen.
De première van de revisie naar het origineel door Robert Haas vond plaats op 9 oktober 1935 in Dresden onder Paul van Kempen.
Symfonie in f · Symfonie nr. 1 · Symfonie in d · Symfonie nr. 2 · Symfonie nr. 3 · Symfonie nr. 4 'Romantische' · Symfonie nr. 5 · Symfonie nr. 6 · Symfonie nr. 7 · Symfonie nr. 8 · Symfonie nr. 9